# Litslena församling
Litslena församling var en församling i Uppsala stift i Enköpings kommun. Församlingen uppgick 2013 i Villberga församling. 

## Administrativ historik
Församlingen har medeltida ursprung. 
Församlingen utgjorde till 1 maj 1921 ett eget pastorat för att därefter till 1962 vara moderförsamling i pastoratet Litslena och Husby-Sjutolft. Från 1962 till 2013 ingick församlingen i Villberga pastorat. År 2010 införlivades i församlingen Husby-Sjutolfts och Härkeberga församlingar. Församlingen uppgick 2013 i Villberga församling.

## Kyrkor
- Litslena kyrka
- Husby-Sjutolfts kyrka
- Härkeberga kyrka